# Bartramidula le-testui
Bartramidula le-testui là một loài rêu trong họ Bartramiaceae. Loài này được P. de la Varde mô tả khoa học đầu tiên năm 1934.